# Hifuni Shimoyama
Hifuni Shimoyama (Japans: 下山一二三; Shimoyama Hifuni) (Hirosaki, 21 juni 1930) is een Japans componist. 

## Levensloop
Shimoyama studeerde aan de Hirosaki Universiteit en behaalde aldaar zijn diploma. In 1955 vertrok hij naar Tokio en studeerde daar bij Yoritsune Matsudaira. In 1956 was hij mede-initiatiefnemer voor de oprichting van de groep 20.5 een groep van avant-garde componisten. Als componist werd hij in 1969 tijdens het Werelmuziekfeest van de International Society for Contemporary Music (ISCM) in Hamburg bekroond met een 1e prijs voor zijn werk Reflection voor 3 strijkorkesten. Verder won hij in 1984 de door de Agency for Cultural Affairs georganiseerde wedstrijd om de National Art Festival Exellence Award. In 2009 was hij uitgenodigd door de Butler Universiteit in Indianapolis.

## Composities

### Werken voor orkest
- 1968 Reflection, voor 3 strijkorkesten - première: 27 juni 1969 tijdens het 43e Wereldmuziekfeest van de International Society for Contemporary Music (ISCM)/Internationale Gesellschaft für Neue Musik (IGNM) in Hamburg door het Sinfonieorchester des Norddeutschen Rundfunks o.l.v. Jan Krenz
- 1970 Zone, voor 16 strijkers (6 violen, 4 altviolen, 4 celli, 2 contrabassen)
- 1974 Fūmon, voor kamerorkest en bandrecorder
- 1975 Fūmon II, voor orkest en bandrecorder - première: 30 oktober 1975 tijdens de ISCM World Music Days in Parijs
- 1979 Chromophony - Saikyo, voor orkest
- 1988-1989 Yūgenism, voor orkest
- 1995 Doubridge, voor strijkorkest

#### Concerten voor instrumenten en orkest
- 1972 rev. 1998 Wave, voor cello, strijkensembles, harp, piano en slagwerk
- 1984 Concert, voor cello en orkest
- 1998 Yūgenism nr. 2, voor klarinet, strijkorkest en slagwerk
- 2003 Concert, voor viool en orkest
- 2007 Knob, voor basklarinet en 14 instrumentalisten

### Werken voor harmonieorkest
- 1996 Suiko-soso, voor 19 blaasinstrumenten en 5 slagwerkers[2]

### Muziektheater

#### Ballet
| Voltooid in | titel                              | aktes | première | libretto        | choreografie   |
| ----------- | ---------------------------------- | ----- | -------- | --------------- | -------------- |
| 1999        | Tale of Genji (Sprookje van Genji) |       |          | Fukuda Teruhisa | Saeko Ichinohe |

### Vocale muziek

#### Werken voor koor
- 1972 Adem, voor gemengd koor, 3 hoorns, piano en 2 slagwerkers

#### Liederen
- 1976 Catalysis, voor zangstem, altfluit, bastrombone, cello en slagwerk
- 1977 Adem, voor vrouwenstem, piano en slagwerk - première: 9 mei 1978 tijdens ISCM World Music Days in Helsinki
- 1980 Requiem Tsugaru, voor bariton, shakuhachi, cello, shamisen
- 1983 Catalysis nr. 2, voor sopraan, piano en slagwerk
- 1987 Catalysis nr. 4, voor sopraan solo
- 1991 Catalysis nr. 5, voor sopraan en tuba
- 2002 Yugi, voor sopraan, bariton, dwarsfluit, klarinet en slagwerk

### Kamermuziek
- 1956 Sonate, voor viool en piano
- 1959 Strijkkwartet
- 1961 Structure, voor 2 violen, basklarinet, trompet en slagwerk
- 1962 Dialogue, voor cello en piano
- 1970 Exorcism, voor strijkkwintet - première: 9 november 1970 tijdens het 10-jarig jubileum van Ars Nova in Malmö
- 1972 MSP, voor viool en piano
- 1973 Transmigration, voor contrabas en slagwerk
- 1975 Palette, voor Viola d'amore, klavecimbel en slagwerk
- 1983 Meditation, voor cello en piano
- 1984 Oriental Wind, voor hobo, althobo, piano slagwerk
- 1985 Cube, voor cello en 8 pauken
- 1986 Golf, voor shakuhachi, marimba en slagwerk
- 1989 Ikki no gekkei, voor cello, 17-snaren koto en bandrecorder
- 1991 Vision, voor dwarsfluit en marimba
- 1991 Fūmon V, voor klarinet, hoorn, trombone, cello, contrabas, slagwerk en bandrecorder
- 1993 Vision, voor dwarsfluit, klarinet, hobo, fagot, hoorn en slagwerk
- 1993 Vier voor HET scène, voor dwarsfluit, basklarinet, piano en slagwerk - première: 7 november 1994 in "De IJsbreker", Amsterdam door H. Starrevela (dwarsfluit), Harry Sparnaay (basklarinet), René Eckhardt (piano), Fedor Teunisse (slagwerk)
- 1994 rev. 1997 Fūmon VI, voor klarinet, cello, slagwerk en bandrecorder
- 1994 Keikyō, voor klarinet, contrabas, slagwerk en bandrecorder
- 1996 Vision II, voor dwarsfluit en marimba
- 1997 Aun, voor dwarsfluit en marimba
- 1998 Essay, voor blokfluit (sopraan of tenor) met crotales en Wind chimes (windspel)
- 1999 Fuin, voor dwarsfluit en piano
- 2000 Shinkyō (Deep Sound), voor 2 contrabassen
- 2000 Gen, voor klavecimbel en slagwerk
- 2008 Amalgam, voor shakuhachi, basklarinet en piano
- 2009 Duplication, voor altviool en gitaar
- 2010 Shinkyō (Deep Sound) nr. 2, voor 6 contrabassen

### Werken voor orgel
- 1983 Landscape
- 1983 Eagre, voor orgel en slagwerk
- 1999 Landscape nr. 2, voor orgel en slagwerk

### Werken voor piano
- 1960 Sonate
- 1984 Time oval

### Werken voor klavecimbel
- 2007 Stratum
- 2010 99

### Werken voor gitaar
- 1963 Dialogue, voor 2 gitaren[3]
- 1971 Dialogue nr. 2, voor 2 gitaren
- 1984 Dialogue nr. 3, voor 2 gitaren
- 1987 Homage to N (L.41°N), voor gitaar
- Jumon, voor gitaar

### Werken voor cello
- 1969 Ceremony, voor cello solo
- 1971 Ceremony nr. 2, voor cello solo

### Werken voor klarinet/basklarinet
- 2000 Ice Fall, voor klarinet
- 2002 Ice Fall nr. 2, voor klarinet
- 2008 Improviser, voor basklarinet

### Werken voor slagwerk
- 1974-1986 Fūmon IV, voor 4 slagwerkers en bandrecorder
- 1979 Dialogue, voor 2 slagwerkers
- 1983 Kyōboku, voor marimba
- 1986 Kyōboku II, voor marimba en 4 slagwerkers[4]

### Werken voor traditionele Japanse instrumenten
- 1983 Catalysis nr. 3, voor shinobue (of shakuhachi), shamisen, koto en slagwerk
- 1983-1984 Transmigration nr. 2, voor shakuhachi, cello en harp
- 1983 Kannagi, voor shakuhachi, 2 kotos en 17-snaren koto
- 1991 Kaze no toh, voor shakuhachi, 20-snaren koto en slagwerk
- 1991 Monologue, voor shamisen (sangen)
- 2001-2002 Figure, voor shakuhachi en slagwerk
- 2008 Sekkei nr. 2, voor shakuhachi, koto en 17-snaren koto